# کونیهیکو یویاما
کونیهیکو یویاما (انگلیسی: Kunihiko Yuyama؛ زادهٔ ۱۵ اکتبر ۱۹۵۲) کارگردان فیلم، پویانما، و فیلم‌نامه‌نویس اهل ژاپن است. وی از سال ۱۹۷۷ میلادی تاکنون مشغول فعالیت بوده‌است.